# Pečki
Pečki este o localitate din comuna Velike Lašče, Slovenia, cu o populație de 11 locuitori.